# Jean Giraudoux

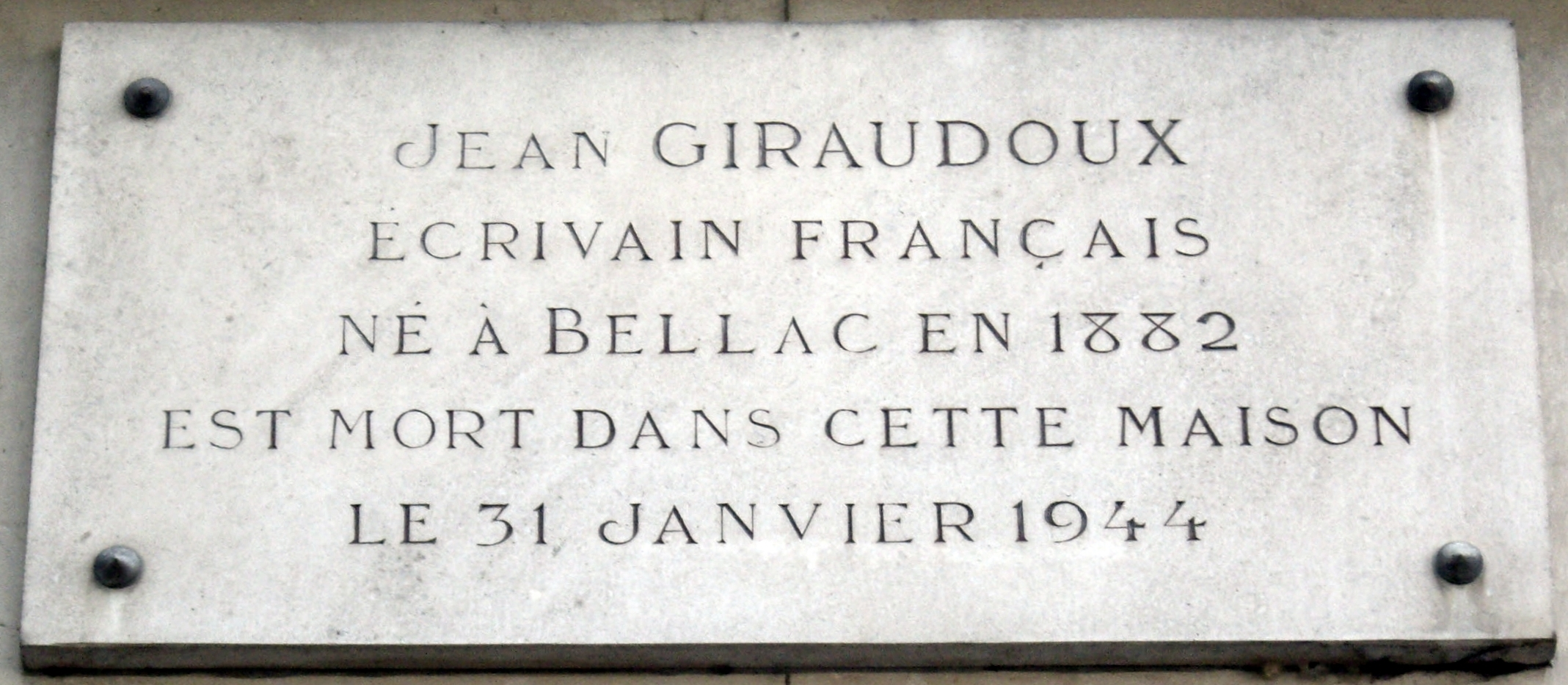
Pamětní deska v Paříži (n° 89 du quai d'Orsay, Paris 7^{e})

Hippolyte Jean Giraudoux [ipolit žán žiródú] (29. říjen 1882, Bellac – 31. leden 1944, Paříž) byl francouzský prozaik, dramatik a diplomat.

## Život a dílo
Nejvýznamnější zdroje jeho inspirace představuje patrně rodný limuzínský kraj a zkušenost první světové války (1914–1918), v níž bojoval jako mladý muž. Byl však formován také prostředím chlapeckého internátu; posléze studoval na prestižní École normale superieure. Již během studií se stal germanofilem a cestoval po německých zemích, kde se setkal s císařem Františkem Josefem I. Německo-francouzskými vztahy se zabývá jeho román Siegfried a Limuzínsko o francouzském vojáku a spisovateli, jenž v důsledku zranění ztratí paměť a osvojí si německou identitu. Pod jménem Siegfried von Kleist pak publikuje v poválečném Německu, dokud ho přítel, vypravěč, neodvede zpět do rodného Limuzinska.
Za druhé světové války, kdy autor působil jako diplomat, sympatizoval s německou stranou, takže později musel čelit nařčení z kolaborace a antisemitismu. Literární vědec František Götz však naopak zdůraznil Giraudeauxův humanismus a pacifismus.
Jeho patrně nejslavnější divadelní hrou je Bláznivá ze Chaillot (1945). Hlavní hrdinka Aurélie, nazývaná Bláznivá, nepřestane věřit v lásku a dobro a postaví se proti skupině finančníků odhodlaných kvůli svému zisku zničit celou Paříž.
Ke známějším autorovým divadelním hrám patří též Undina (fr. Ondine, 1938), která zpracovává příběh rusalky opouštějící pro lásku k člověku bezpečí vodní říše a mířící do světa lidí. Undina jednoho dne spatří rytíře Hanse, který je prvním příslušníkem lidského rodu, jehož potká. Okamžitě se do něj zamiluje nekonečnou láskou, jaké duše člověka není schopna. Hans se do Undiny zamiluje také, opouští kvůli ní i svou krásnou snoubenku Bertildu. Undinu však lidský svět zničí svou malostí, lhostejností a přetvářkou. Příběh končí tragicky.
Z Giraudouxových románů je nejvýznamnější básnická próza Zuzanka a Tichý oceán. Pojednává o limuzínské dívce, původem z autorova rodného Bellacu, která vyhraje v soutěži cestu kolem světa. Kdesi mezi Jižní Amerikou a Austrálií však její loď ztroskotá a Zuzanka se jako jediná z posádky zachrání. Dílo není pojato jako epický narativ, ale jako sled lyrických dojmů, vzpomínek, překvapivých přirovnání a metafor. Sleduje Zuzančin život na ostrově především z jeho vnitřní stránky.
Jean Giradoux je pochován na hřbitově Passy v Paříži.

### Romány
- Provinciales, (Vesničanky, 1909)
- L’École des indifférents (Škola lhostejných, 1911)
- Lectures pour une ombre (Přednášky pro jeden stín, 1917)
- Simon le Pathétique (Šimon Patetický, 1918)
- Amica America, 1918
- L’Adieu à la guerre (Sbohem válce, 1919)
- Elpénor, 1919
- Adorable Clio (Báječná Clio, 1920)
- Suzanne et le Pacifique (Zuzanka a Tichý oceán, 1921)
- Siegfried et le Limousin, 1922
- Juliette au pays des hommes (Dívka v zemi mužů, 1924)
- Bella, 1926
- Églantine, 1927
- Aventures de Jérôme Bardini, 1930
- La France sentimentale, 1932
- Combat avec l’ange (Zápas s andělem, 1934)
- Choix des élues (Výběr vyvolených, 1939)
- La Menteuse (Lhářka, 1958)

### Divadelní hry
- Siegfried, 1928
- Amphitryon 38, (premiéra 9.11.1929 v Paříži)
- Judith, 1931
- Intermezzo, 1933
- Tessa, la nymphe au cœur fidèle (Tessa, nymfa s věrným srdcem, 1934)
- La guerre de Troie n’aura pas lieu (Trojská válka nebude, 1935)
- Supplément au voyage de Cook (Dodatek ke Cookově cestě, 1935)

- L’Impromptu de Paris, 1937
- Électre, 1937

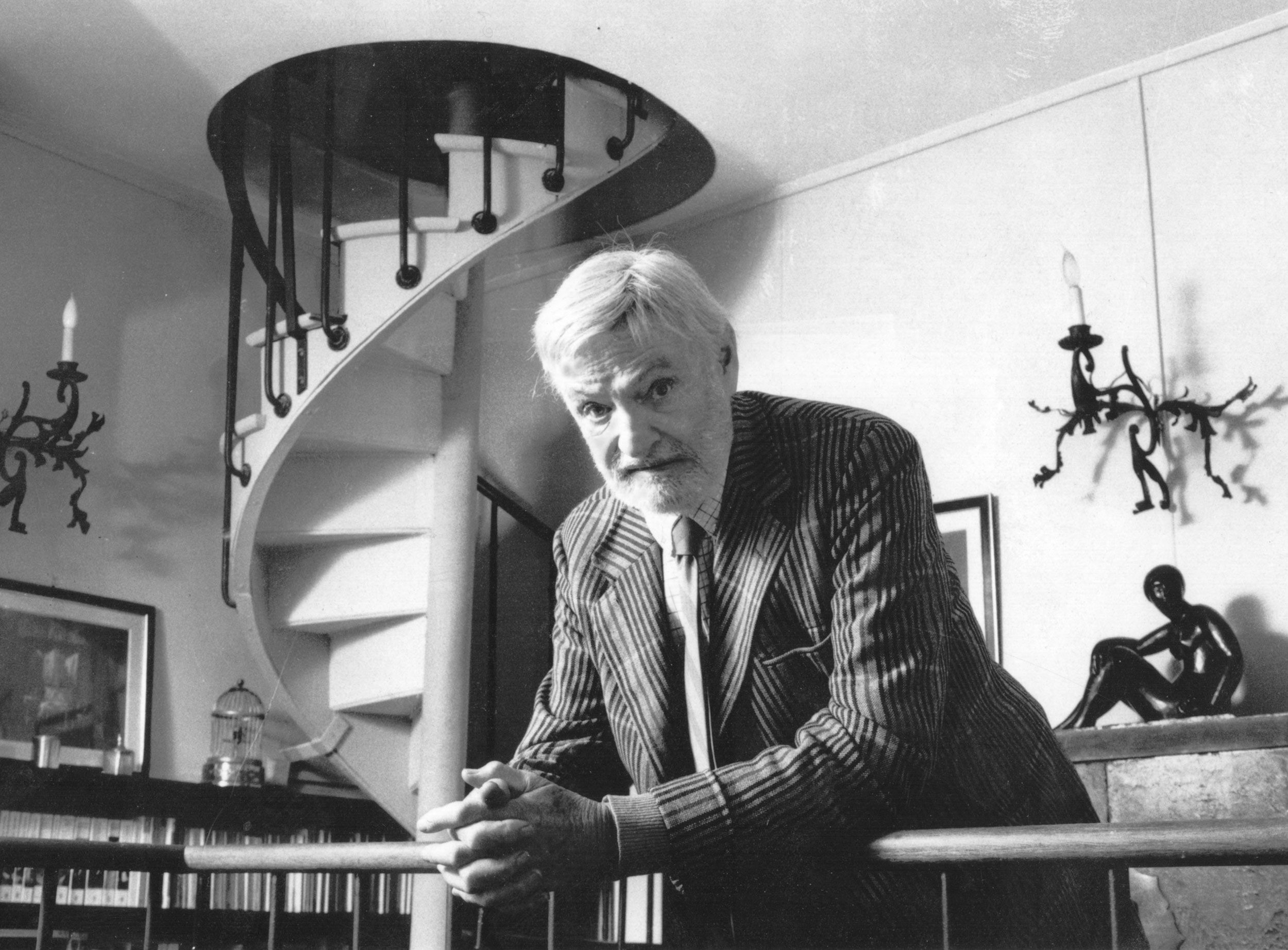
Jeho syn Jean-Pierre Giraudoux

- Cantique des cantiques (Píseň písní, 1938)
- Ondine, 1939, česky: Ondina, zpracováno v Českém rozhlasu jako rozhlasová dramatizace. Překlad Karel a David Krausovi, rozhlasová úprava Klára Novotná a Petr Mančal, hudba Petr Kofroň, dramaturgie Klára Novotná, režie Petr Mančal. Účinkují: Ladislav Mrkvička, Dana Syslová, Lucie Štěpánková, David Novotný, Ladislav Frej, Veronika Kubařová, Barbora Mošnová, Nina Horáková, Luboš Veselý, Otakar Brousek mladší, Karel Weinlich a Kajetán Písařovic. Nahráno v roce 2011.[5]
- L’Apollon de Bellac, 1942
- Sodome et Gomorrhe, 1943
- La Folle de Chaillot (Bláznivá ze Chaillot, 1945)
- Pour Lucrèce, 1953
- Les Gracques, 1958
- Les Siamoises, 1982